# Enrico Leone
Enrico Leone (auch Henrico Leone, deutsch: Heinrich der Löwe) ist eine 1689 in Italienisch verfasste Oper in drei Akten des italienischen Barock-Komponisten Agostino Steffani.

## Handlung
Die Handlung ist größtenteils von der Heinrichssage inspiriert, wobei sämtliche Personen – außer Heinrich der Löwe und seine Frau Matilde – frei erfunden sind. Auf der Rückkehr aus dem Heiligen Land, wo Heinrich der Löwe am Kreuzzug teilgenommen hatte, gerät sein Schiff in Seenot. Dem Untergang nahe, wird Heinrich als letzte Rettung von der Mannschaft in eine Lederhaut eingenäht und von einem Greifen, der dies für Beute hält, vom Deck des Schiffes gepackt und an Land gebracht, wo Heinrich an die Jungen des Greifen verfüttert zu werden droht.
Derweil erwartet zuhause im Palast in Lüneburg, Metilde, Heinrichs Gemahlin die Rückkehr ihres Gatten. Almaro, Herzog von Burgund, der eigentlich mit Idalba, der Tochter Kaiser Friedrich Barbarossas, verlobt ist, versucht, sich der Herzogin zu nähern, wird jedoch abgewiesen. Daraufhin verbündet sich Almaro mit Errea, die nicht nur Metildes Amme, sondern auch eine Zauberin ist, um sein Ziel zu erreichen. Errea versucht, die Herzogin vom Tod Heinrichs zu überzeugen.
Heinrich gelingt es, sich vom Greifen zu befreien. Er beobachtet den Kampf eines Löwen mit einem Lindwurm. Als der Löwe getötet zu werden droht, erschlägt Heinrich den Lindwurm und rettet dadurch die Raubkatze, die ihm fortan aus Dankbarkeit nicht mehr von der Seite weicht.
In Lüneburg spinnt die Zauberin ihre Intrige: Mit Teufeln im Bunde, suggeriert sie der Herzogin, dass der letzte Wunsch ihres Gatten die Hochzeit Metildes mit Almaro sei.
Heinrich kehrt schließlich in Begleitung des Löwen auf einer Wolke nach Lüneburg zurück. Vor Müdigkeit schläft er jedoch zunächst ein und bemerkt nicht, dass Dämonen ihn entführen und den Löwen, der seinen Herrn verteidigt, töten wollen. Als Heinrich erwacht, rettet er der Raubkatze ein zweites Mal das Leben.
In der Zwischenzeit ist es Almaro gelungen, Metilde zu überreden, ihn doch zu heiraten. Die Hochzeitsvorbereitungen laufen, als Heinrich verkleidet am Hofe erscheint. Als seine Gattin seinen Ehering in ihrem Weinpokal findet, gibt er sich ihr zu erkennen. Metilde ist überglücklich. Almaro bittet um Verzeihung, woraufhin Heinrich ihm vergibt, denn er braucht die Truppen des burgundischen Herzogs für die Belagerung der Stadt Bardowick. Während der Kämpfe um die Stadt rettet Idalba, Almaros Verlobte, diesem das Leben. Nach siegreicher Schlacht verkündet Heinrich die Hochzeit beider. Aus Dankbarkeit verspricht Barbarossas Tochter zwischen ihrem Vater und Heinrich zu vermitteln.

## Orchester
Die Orchesterbesetzung der Oper enthält die folgenden Instrumente:
- zwei Blockflöten
- zwei Oboen
- Fagott
- drei Trompeten
- Pauken
- Streicher
- Basso continuo

## Werkgeschichte
Agostino Steffani befand sich seit Juni 1688 auf Vermittlung des am hannöverschen Hof tätigen Gelehrten Gottfried Wilhelm Leibniz als Opernkapellmeister in den Diensten Herzog Ernst Augusts von Hannover und erhielt vom Welfen-Herzog den Auftrag, für die Eröffnung des neuen Schlossopernhauses eine Festoper zu komponieren. Das Libretto stammt von Ortensio Mauro, der zwischen 1684 und 1704 Hofdichter und Sekretär Sophies von der Pfalz, der Ehefrau Herzog Ernst Augusts, war. Die Uraufführung fand am 30. Januar 1689 in Italienisch statt und sollte gleichzeitig der krönende Abschluss des Hannoverschen Vergleichs zwischen Brandenburg, Celle, Wolfenbüttel und Hannover bilden. In der Uraufführung sangen die Sopranistin Vittoria Tarquini (gen. „la Bombace“), der Tenor Antonio Borosini, Giuseppe Galloni und ein nicht genau identifizierter Kastrat „Nicolino“ oder „Nicolini“ (vermutlich Nicola Paris oder Remolini).

### Machtpolitischer Anspruch
Die Wahl des Themas „Heinrich der Löwe“ war kein Zufall, sondern Ausdruck des machtpolitischen Anspruchs Herzog Ernst Augusts und des Welfenhauses. Die Oper sollte verdeutlichen, dass Welfen schon lange vor Brandenburgern, Sachsen oder Habsburgern die Geschichte des Reiches bestimmt und geprägt hatten. So schrieb Herzogin Sophie in einem Brief an Leibniz: „Herr Hortensio [Mauro] verfaßt das Stück über Heinrich den Löwen; ich glaube, daß man das Thema gewählt hat, damit die Nachwelt den Rang, den dieses Haus früher innehatte, nur nicht vergißt.“ Auch die Tatsache, dass die Uraufführung in Hannover fast genau zum 500. Jahrestag der Eroberung und Zerstörung Bardowicks durch Heinrich den Löwen stattfand, war planvolles Vorgehen.

### Lüneburg statt Braunschweig
So, wie das politisch vorgegebene Thema „Heinrich der Löwe“ als Machtdemonstration des hannöverschen Welfenhauses zu verstehen war, so auch die Wahl Lüneburgs als hauptsächlicher Ort der Handlung. Wohlwissend, dass Braunschweig die historisch belegte Residenz Heinrichs des Löwen war, verlegte Mauro die Handlung nach Lüneburg, um auch hier den Repräsentationsansprüchen der hannöverschen Welfen Rechnung zu tragen. Bei den späteren, deutschsprachigen, Aufführungen, wurde Braunschweig zum Handlungsort gemacht.

### Spätere Aufführungen

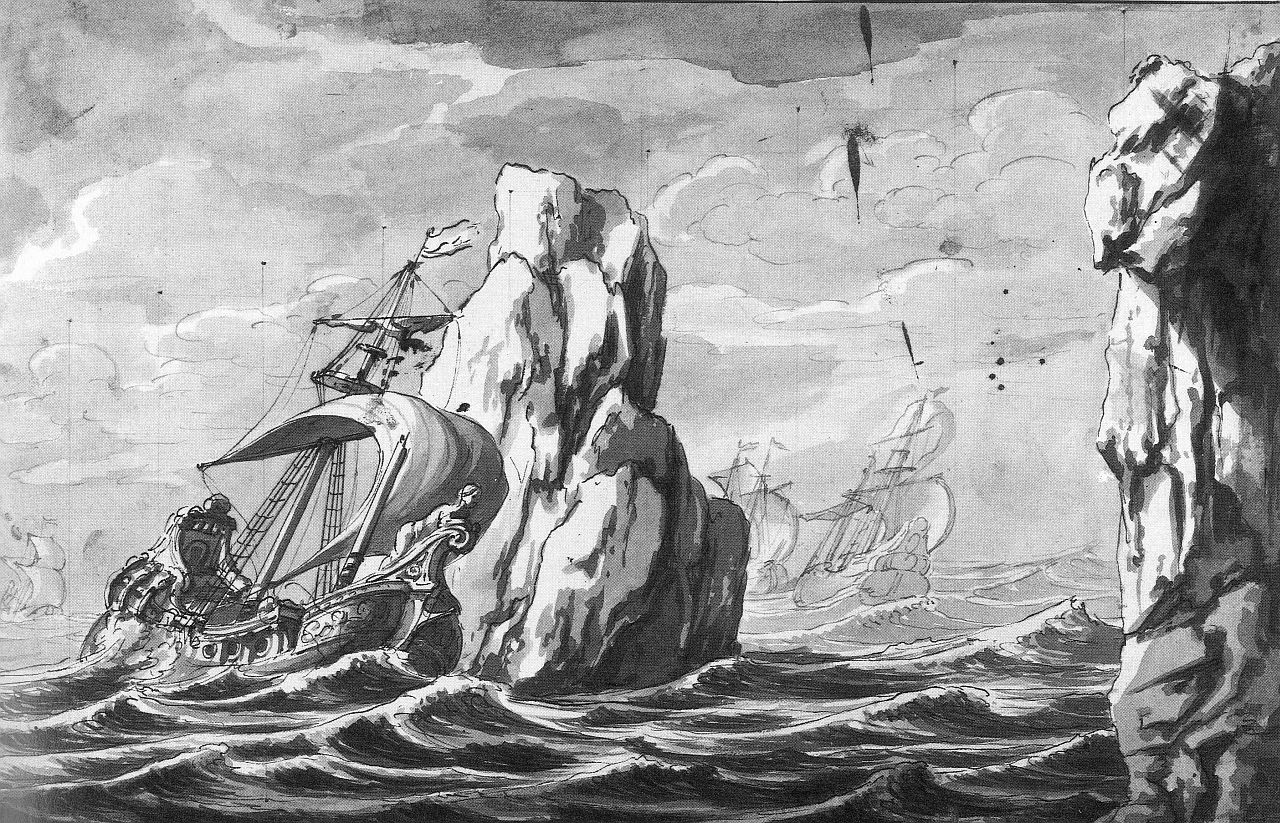
Bühnenbildentwurf Harms’

Nach der Uraufführung wurde das Werk 1696 – diesmal jedoch in deutscher Übersetzung – in der Hamburger Oper am Gänsemarkt aufgeführt. Für das Bühnenbild, das sich deutlich an niederländischen Seestücken orientierte, war Johann Oswald Harms verantwortlich, der später im Braunschweiger Opernhaus am Hagenmarkt wirkte. In den Jahren 1697, 1699 und 1716 wurde die Oper auch in Braunschweig, nach einer Bearbeitung von Georg Caspar Schürmann, im Haus am Hagenmarkt aufgeführt. Die Übersetzung stammte von Gottlieb Fiedler. In der Braunschweiger Aufführung war der Handlungsort Lüneburg jedoch in den historisch korrekten, nämlich Braunschweig, umverlegt worden. Außerdem hatte Schürmann einige eigene Duette und Arien hinzugefügt. Diese Version wurde während der Sommermesse 1729 nochmals aufgeführt.

## Aufnahme
Der Calig Verlag München veröffentlichte 1986 eine Aufnahme des Niedersächsischen Kammerorchesters und der Capella Agostino Steffani unter der Leitung von Lajos Rovatkay.